# محمية أونا الوطنية
محمية أونا الوطنية (بالإنجليزية: Nacionalni park Una)‏ هي حديقة وطنية تأسست عام 2008م حول نهر أونا ونهر أوناك. إنها أحدث حديقة وطنية في البوسنة والهرسك، وكان الغرض الرئيسي من الحديقة هو حماية الأنهار غير الملوثة نهر أونا ونهر أوناك الذين يمران عبرها.

## الجغرافيا

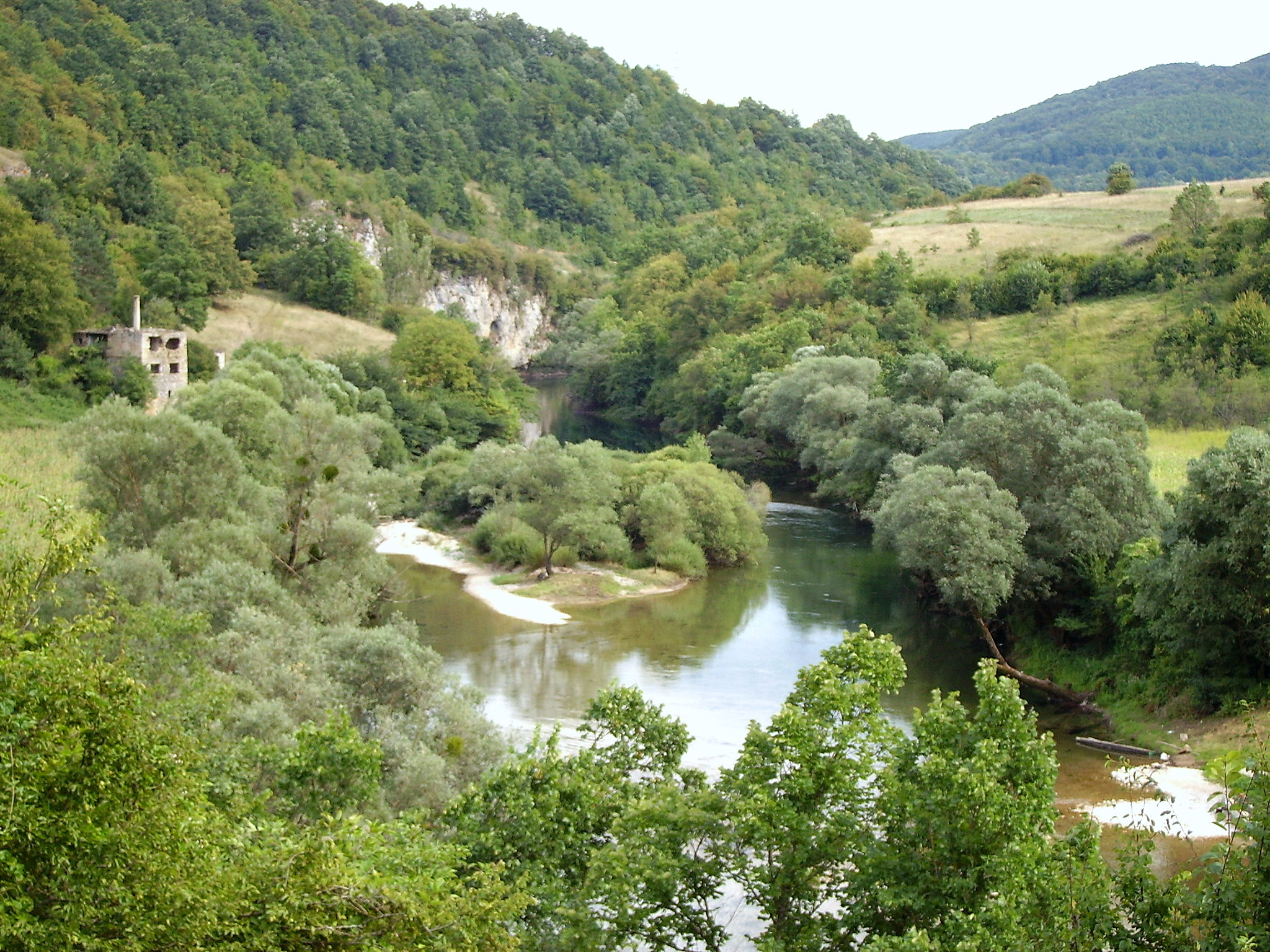
محمية أونا الوطنية بالقرب من فاكوف في البوسنة والهرسك

تمتد الحديقة على الجانب الغربي من منبع نهر كركا عند التقائه مع نهر أونا على حدود البوسنة والهرسك مع كرواتيا.